# بازشماری
بازشماری (انگلیسی: Recount) فیلمی تلویزیونی محصول سال ۲۰۰۸ و در مورد انتخابات ریاست جمهوری سال ۲۰۰۰ آمریکا است.

## نگارخانه

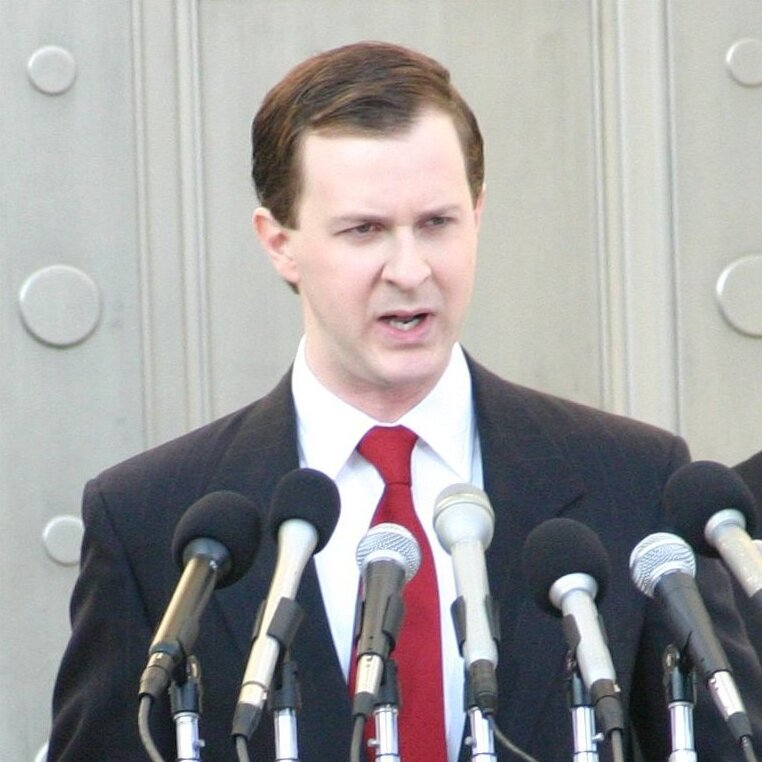
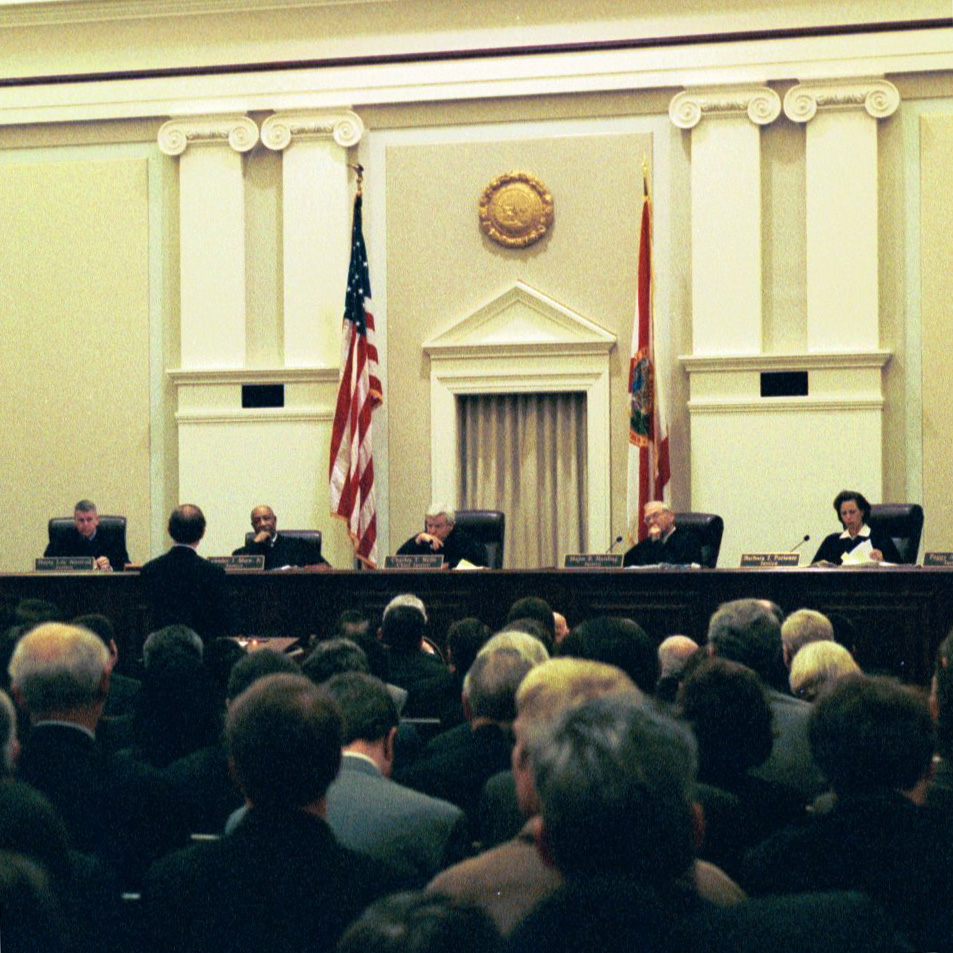